# James Boasberg
James Boasberg, (ou James Emanuel « Jeb » Boasberg), né le 20 février 1963 à San Francisco, est un avocat et juriste américain, juge en chef du tribunal de district des États-Unis pour le district de Columbia.

## Jeunesse et formation
James E. Boasberg nait à San Francisco, en Californie, le 20 février 1963, de Sarah Margaret ( née Szold) et Emanuel Boasberg III,. Il grandit à Washington, DC, où son père travaille au Bureau des opportunités économiques, qui met en œuvre de nombreux programmes de guerre contre la pauvreté du président Lyndon B. Johnson,. James et son jeune frère Tom fréquentent l'école St. Albans, une académie préparatoire au collège épiscopal de Washington.
Après avoir obtenu son diplôme de St. Alban's en 1981, Boasberg entre à l'Université de Yale. Diplômé en 1985 avec un baccalauréat ès arts, il obtient, l'année suivante, une maîtrise d'études au St Peter's College d'Oxford. De 1986 à 1987, Boasberg travaille comme professeur d'histoire et entraîneur de basket-ball féminin à l'école Horace Mann de New York. Il s'inscrit ensuite à la faculté de droit de Yale, où il côtoie le futur juge de la Cour suprême Brett Kavanaugh. Il obtient son diplôme de Juris Doctor en 1990,.
De 1990 à 1991 il travaille comme assistant juridique auprès de la juge Dorothy Wright Nelson de la Cour d'appel des États-Unis pour le neuvième circuit à San Francisco. Il ouvre ensuite un cabinet privé, et travaille, de 1991 à 1994, chez Keker, Brockett et Van Nest (aujourd'hui Keker, Van Nest et Peters LLP) puis, de 1995 à 1996, dans le District de Columbia chez Kellogg, Hansen, Todd, Figel et Frederick. Chez Kellogg, il est collègue de Neil Gorsuch.
En 1996, il rejoint le bureau du procureur des États-Unis pour le district de Columbia, où il passe cinq ans et demi en tant que procureur, spécialisé dans les homicides.

## Service judiciaire
Nommé par le président George W. Bush le 13 mai 2002, sur rapport favorable de la Commission sénatoriale des affaires gouvernementales, et après confirmation par le Sénat, le 1er août 2002, J. Boasberg prend ses fonctions de juge associé de la Cour supérieure du district de Columbia, en septembre 2002, pour un mandat de 15 ans. Il sert dans les divisions civiles et pénales jusqu'à sa nomination à la magistrature fédérale en 2011.
Le 17 juin 2010, le président Barack Obama le nomme à la Cour de district du District de Columbia dont il devient le juge en chef le 17 mars 2023.

### Cour de surveillance du renseignement étranger des États-Unis
En 2014, il est nommé par le juge en chef John G. Roberts  à la Cour de surveillance du renseignement étranger des États-Unis (FISC) pour un mandat commençant le 18 mai 2014, à un siège laissé vacant par Reggie Walton,. En 2020, il en devient le président, jusqu'à la fin de son mandat le 19 mai 2021.
Après une nomination spéciale pour superviser les réformes du tribunal FISA, il statue en 2020 sur les irrégularités et les infractions pénales découvertes par l'inspecteur général du ministère de la Justice, Michael E. Horowitz, dans l'affaire Crossfire Hurricane. Il condamne Kevin Clinesmith pour avoir modifié un e-mail utilisé dans le dossier FISA pour une enquête sur le conseiller présidentiel de Trump, Carter Page et déclare que la surveillance exercée sur Carter Page est dépourvue de base légale.

### Nomination au tribunal d'expulsion des terroristes étrangers
En 2020, il est nommé au tribunal américain chargé de l’expulsion des terroristes étrangers dont il devient juge en chef. Son mandat prend fin en 2025.

## Décisions

### Photos d'Oussama Ben Laden
Le 26 avril 2012, James Boasberg juge que le public n’a pas le droit de voir les photos d'origine gouvernementales d’Oussama ben Laden décédé, contrairement à la demnade de Judicial Watch, un groupe juridique conservateur, qui avait déposé une demande en ce sens en vertu de la loi sur la liberté d'information (FOIA),.

### Courriels d'Hillary Clinton
Le 22 août 2016, James Boasberg ordonne la publication de plus de 14 000 courriels trouvés dans la correspondance du Département d'État américain d'Hillary Clinton par le FBI lors d'une enquête sur le serveur privé de Clinto, courriels demandés par Judicial Watch, le groupe juridique conservateur, qui s'appuyait sur le fait que le FBI avait indiqué que les courriels étaient liés au travail et pas entièrement privés comme Hillary Clinton l'avait soutenu,.

### Déclarations d'impôts de Trump
Le 18 août 2017, James Boasberg rejete une plainte de l'Electronic Privacy Information Center (EPIC), qui poursuit l'IRS en vertu de la FOIA pour demander la publication des déclarations de revenus personnelles du président Donald Trump depuis 2010. J. Boasberg conclut que, comme les déclarations de revenus personnelles sont confidentielles, elles ne peuvent être obtenues qu'avec l'autorisation de Trump lui-même ou si le comité mixte du Congrès sur la fiscalité donne son accord pour autoriser la divulgation,.

### Règles de travail de Medicaid
Le 27 mars 2019, James Boasberg bloque l'obligation de travail imposée aux bénéficiaires de Medicaid dans l'Arkansas et le Kentucky,.

### Pipeline Dakota Access
James Boasberg préside les litiges concernant le pipeline Dakota Access depuis 2016,. Le 25 mars 2020, Boasberg ordonne une nouvelle étude environnementale approfondie par le Corps des ingénieurs de l'armée du Dakota Access Pipeline. Dans une décision ultérieure du 6 juillet 2020, il annule une servitude permettant de traverser le Missouri en attendant l'achèvement de l'étude environnementale et ordonne que le pipeline soit vidé dans les 30 jours. Le 5 août, un panel de trois juges de la Cour d'appel des États-Unis pour le circuit du district de Columbia confirme la décision concernant la servitude. Mais les juges annulent l'ordre de vider le pipeline et demandent au Corps des ingénieurs de l'armée de soumettre un mémoire sur la question de savoir s'il faut autoriser la poursuite de l'exploitation du pipeline sans la servitude.

### Baleine franche de l'Atlantique Nord
Le 9 avril 2020, J. Boasberg considère que le National Marine Fisheries Service a violé la loi sur les espèces en voie de disparition lorsqu'il a émis un avis biologique en 2014 autorisant les massacres accidentels de baleines franches de l'Atlantique Nord, dont il ne restait qu'environ 400 au 8 avril 2020, pour la pêche américaine au homard dans les sept zones s'étendant de la côte est du Maine à la Caroline du Nord,.

### JGG contre Trump
JGG c. Donald J. Trump est le nom d'un recours collectif et d'une action en habeas corpus intentés par cinq vénézuéliens détenus par le Service de l'immigration et des douanes des États-Unis, menacés d'expulsion imminente en vertu d'une proclamation du président américain Donald Trump invoquant l'Alien Enemies Act de 1798.
Début 2025, l'administration, sous la seconde présidence de Donald Trump, commence à expulser les ressortissants vénézuéliens soupçonnés d'être membres du Tren de Aragua, en s'appuyant sur l'Alien Enemies Act de 1798 . Le 15 mars 2025, le juge Boasberg émet une ordonnance restrictive de 14 jours, déclarant qu'il ne croit pas que la loi fédérale autorise l'administration Trump à contourner ainsi les procédures d'expulsion. Plus précisément, J. Boasberg note qu’il n’existe aucun précédent historique pour ce type de déportation lorsque le Congrès n’a pas fait de déclaration de guerre. Bien que J. Boasberg ait ordonné verbalement que tous les avions transportant les personnes concernées par son ordre soient refoulés et que ces personnes soient renvoyées aux États-Unis, l'administration Trump autorise les vols transportant des migrants du Venezuela à se rendre au Salvador,. Le responsable des frontières, Tom Homan, déclare que l'administration avait achevé les expulsions malgré l'ordonnance du tribunal, car l'ordre du juge Boasberg avait été émis alors que les avions se trouvaient au-dessus des eaux internationales après avoir quitté les États-Unis.
La porte-parole de la Maison Blanche, Karoline Leavitt, déclare que l'ordre de J. Boasberg « n'avait aucune base légale... Un seul juge dans une seule ville ne peut pas diriger les mouvements d'un porte-avions ». Leavitt exprime également des doutes quant à savoir si « un ordre verbal a le même poids qu'un ordre écrit », tandis que l'administration Trump fait valoir devant le tribunal qu'« une directive orale n'est pas exécutoire comme une injonction »,.
Le 17 mars 2025, Trump publie sur les réseaux sociaux que James Boasberg est un « juge radical de gauche, un fauteur de troubles et un agitateur » et appele à sa destitution. Le même jour, le représentant républicain Brandon Gill présente une résolution de destitution à la Chambre des représentants. Dans une déclaration officielle, le juge en chef de la Cour suprême, John G. Roberts, Jr., rappelle que : « depuis plus de deux siècles, il est établi que la destitution n'est pas une réponse appropriée à un désaccord concernant une décision judiciaire ».
Après que J. Boasberg ait ordonné à l'administration Trump de fournir davantage d'informations sur les vols d'expulsion, le ministère de la Justice répond à certaines de ses questions dans un document judiciaire, mais déclare qu'« il n'y a aucune justification pour ordonner la fourniture d'informations supplémentaires, et que cela serait inapproprié » car cela « divulguerait des informations sensibles concernant la sécurité nationale et les relations étrangères ».

### American Oversight c. Hegseth
American Oversight v. Hegseth est un procès en cours devant le tribunal de district des États-Unis pour le district de Columbia. L'affaire concerne des allégations selon lesquelles des responsables de l'administration Trump auraient utilisé illégalement l'application de messagerie cryptée Signal pour discuter d'opérations militaires sensibles, en violation des lois fédérales sur la conservation des archives. Le juge en chef James Boasberg est chargé de l'affaire par tirage au sort,.
Le chat « Houthi PC small group » est un fil de discussion impliquant de hauts responsables de l'administration Trump en mars 2025, dont le secrétaire à la Défense Pete Hegseth, le conseiller à la sécurité nationale Michael Waltz, le directeur de la CIA John Ratcliffe, la directrice du renseignement national Tulsi Gabbard et le vice-président JD Vance. Le groupe discute des détails opérationnels liés à une frappe militaire américaine contre des cibles houthies au Yémen le 15 mars 2025.

## Vie personnelle
Boasberg épouse Elizabeth Leslie Manson en 1991.
Boasberg est amateur du théatre de William Shakespeare. En février 2018, il interprète un procureur de la Couronne dans Le Procès d'Hamlet, présenté par la Shakespeare Theatre Company.